# Anfallet mot Nya Älvsborg
Anfallet mot Nya Älvsborg var en kortvarig dansk-norsk belägring av den svenska fästningen Nya Älvsborg i Göteborgs hamninlopp. Den ägde rum under några sommardagar år 1719, i slutet av stora nordiska kriget. 
Under våren 1719 utförde danska flottstyrkor en blockad av Göteborgs hamninlopp. Som en del av ett större dansk-norskt anfall mot Bohuslän anfölls först Karlstens fästning i Marstrand och därefter fästningen Nya Älvsborg vid Göteborg av danska fartyg i juli 1719. Under fyra dagar utkämpades artilleristrider mellan fästningen, danska fartyg och mörsarbatterier. Efter det att svenskt artilleri hade placerats på södra stranden av Hisingen kunde anfallet slås tillbaka genom att de danska styrkorna nordväst om fästningen tvingades att utrymma sina ställningar. Det beslutsamma försvaret av Nya Älvsborg verkade moralhöjande på civilbefolkningen under slutet av kriget.

## Bakgrund
Efter den svenska förlusten i slaget vid Poltava 1709, förklarade Danmark-Norge krig mot Sverige. Eftersom den svenska ekonomin efterhand blev allt sämre, blev det också svårare att bemanna och utrusta flottans fartyg i Göteborg, den så kallade Göteborgseskadern. För att kompensera för de små resurserna till örlogsflottan utfärdades svenska kaparbrev. Detta innebar att besättningar på beväpnade privatägda svenska fartyg kunde med statligt godkännande erövra fartyg från länder som Sverige var i krig med, och som "god pris" sälja de på västkusten erövrade fartygens last i Göteborg. Efter att Kronan tagit tio procent kunde övriga deltagare dela på resten av vinsten.

Kaparverksamheten, med centrum i Göteborg, blev ett allt större problem för de dansk-norska handelsförbindelserna. 

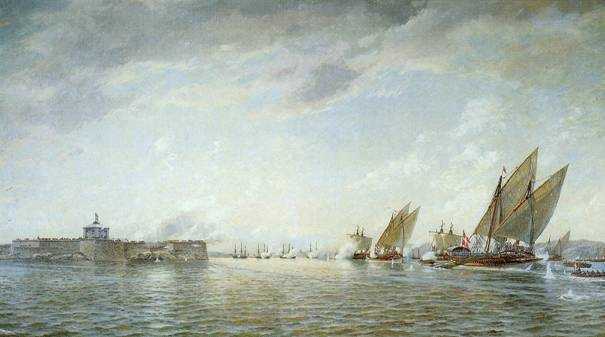
Danskarna beskjuter Nya Älvsborg på tillbakaväg ut från Göta älvs mynning i maj 1717. Målning av Jacob Hägg, Sjöfartsmuseet Göteborg.

I maj 1717 försökte den unge kommendören Peder Tordenskjold, att med en dansk flottstyrka segla förbi fästningen Nya Älvsborg och slå ut de svenska örlogs- och kaparfartygen i deras baser på Nya Varvet, och det längre in liggande Gamla Varvet. Anfallet misslyckades efter flera timmars kraftig eldgivning från fästningen, fregatter på Göta älv och kanonbatterier vid Nya Varvet och Rya Nabbe.
Efter Karl XII:s död i november 1718, marscherade den svensk armén tillbaka till Sverige, och kriget gick in i ett mera avvaktande skede. Danmark-Norge började bygga upp sina styrkor för ett anfall från Norge mot Bohuslän. Den 27 mars 1719 ankrade en dansk-norsk flottstyrka, bestående av fyra linjeskepp och en fregatt, på Rivö fjord utanför Göteborg. Den blockerande styrkan leddes av Tordenskjold, nu befordrad till den lägre amiralsgraden schoutbynacht, och senare under våren utökades styrkan med flera fartyg, bland annat specialfartyg för anfall mot kustnära befästningar. Den svenska militärledningen oroades också av den stora mängden soldater ombord, cirka 1 300 man. Detta tydde på att någon av kustfästningarna, Karlsten i Marstrand, eller Nya Älvsborg skulle kunna vara ett anfallsmål.

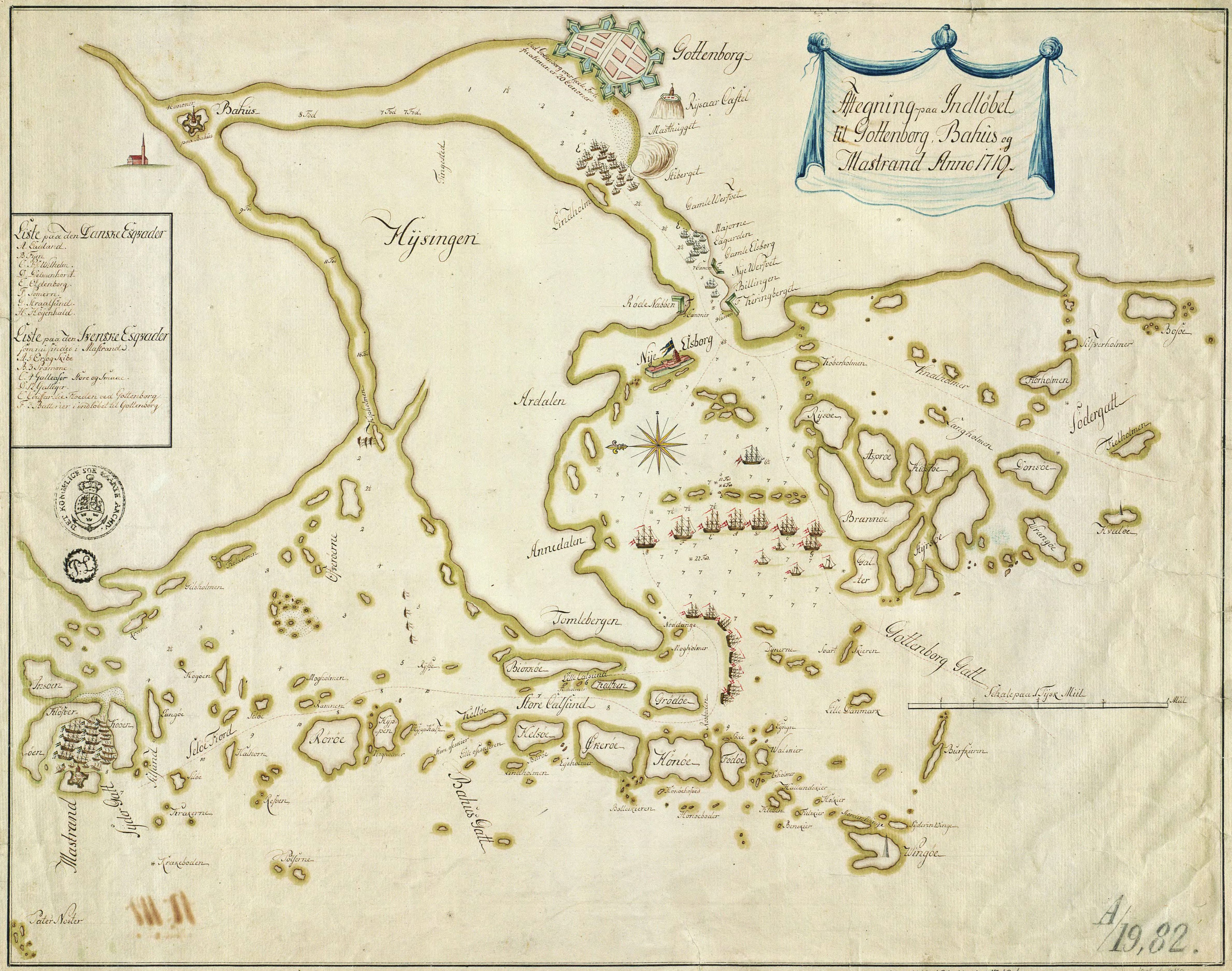
Dansk karta över området mellan Göteborg och Marstrand våren 1719. Kalvsund och Rivöfjorden spärras av danska örlogsfartyg. Handelsfartyg vid Klippan och Stigberget kommer inte ut. Göteborgseskaderns fregatter ligger orustade i Marstrand. Några mindre svenska fartyg håller vakt vid Kippholmen i Nordre älvs mynning. Djup anges i famnar eller danska fot (fod). Källa: Det Kongelige Bibliotek, Köpenhamn

Kommendanten i Göteborg, livländaren, överstelöjtnant J.R. von Trautvetter, sände ilbud till överste Johan von Mentzer på Öresten med begäran att denne omgående skulle uppbåda Älvsborgs regemente och sända det till Göteborg och kringliggande befästningar, vilket också skedde. Den 2 april övertog von Mentzer kommendantskapet i Göteborg, och till Nya Älvsborg förordnades överstelöjtnanten vid Älvsborgs regemente Johan Abraham Lillie som kommendant. Detta var ett tillfälligt förordnande under den ordinarie kommendanten, Gustaf Gaddes, "sjuklighet och vistande vid Medevi hälsobrunn". Lillie fick med sig norra Kinds kompani under kapten Nils Belfrage och södra Kinds under kapten Gunnar Bökman till fästningen.
I slutet av juni beslöt den danske kungen Fredrik IV att börja anfallet mot den svenska västkusten, genom att norrifrån anfalla Strömstad. I södra Norge fanns cirka 30 000 soldater, varav 8 000 var planerade att efter sjötransport landsättas på Hisingen. Den nye befälhavaren över de svenska trupperna i Bohuslän, fältmarskalk Carl Gustaf Rehnskiöld, hade bara befäl över cirka 5 000 man, inklusive fästningsgarnisonerna i Göteborgs stadsfästning, Nya Älvsborg och Karlsten. Soldaterna i norra Bohuslän drogs nu söderut, till trakten av Uddevalla, och dansk-norska styrkor kunde inta det oförsvarade Strömstad. 

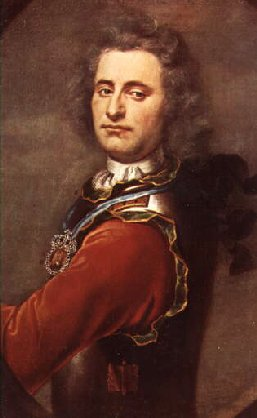
Peder Tordenskjold, målad av Balthasar Denner 1719. Fredriksborgsmuseet

Den 10 juli började Tordenskjold ett anfall mot Marstrand. I hamnen fanns sedan 1717 stora delar av Göteborgseskadern, bland annat sex fregatter. Dessa fartyg hade inte kunnat rustas på grund av för liten tillgång på besättningar, samt otillräcklig utrustning. I samband med anfallet sänktes nio svenska fartyg den 12 juli av sina egna besättningar, för att inte erövras av danskarna. Fyra fartyg hindrades från att sjunka, bland annat galären Prins Fredrik av Hessen. Den 15 juli kapitulerade garnisonen på Karlsten, under befäl av överste Henrich Danckwardt, och en av Sveriges starkaste fästningar  hade därmed erövrats, nästan utan strid. Fästningen namnändrades till Kristiansten, och Marstrand kunde därefter användas som bas av Tordenskjold för ytterligare anfall utmed den svenska västkusten.

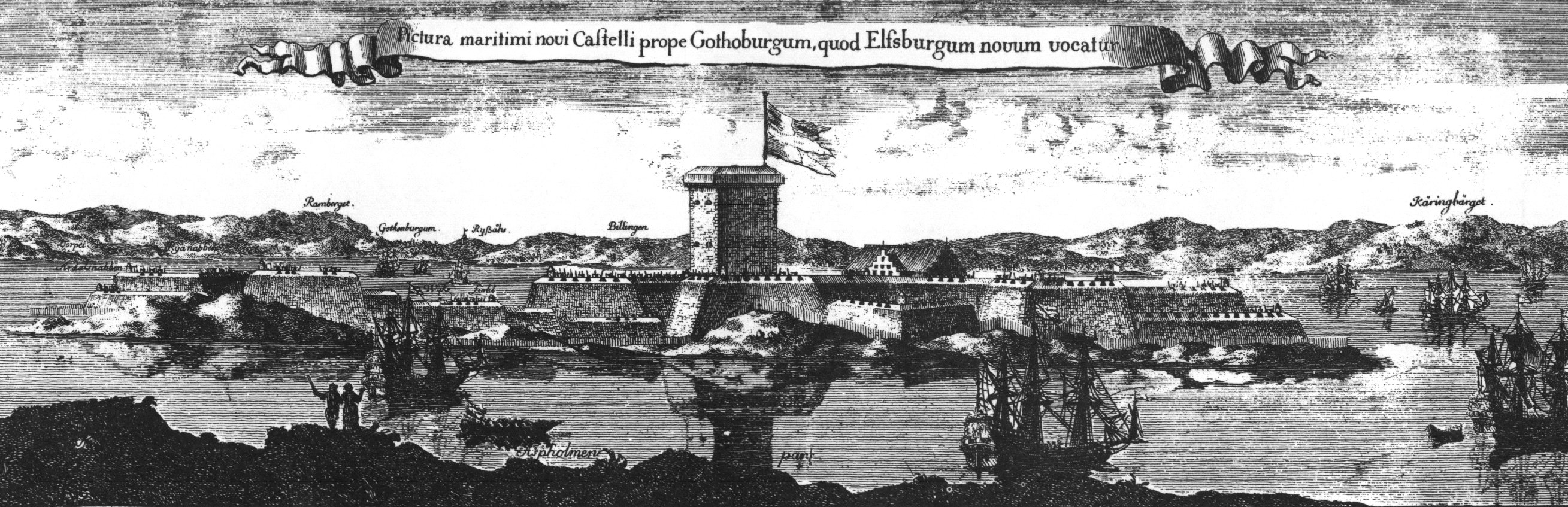
Nya Älvsborg sedd från Stora Aspholmen cirka år 1700. Ur Svecia Antiqua et Hodierna.

Fältmarskalk Rehnskiöld, som fått information om att fientliga styrkor på flera tusen man väntades landstiga på Hisingen, ville samtidigt inte överge området runt Uddevalla, med sina viktiga vägförbindelser mot Vänersborg och Dalsland. Han sände därför den bataljon från Skaraborgs regemente under befäl av överste Georg Bogislaus Staël von Holstein som sedan tidigare fanns vid Uddevalla, söderut för att förstärka de soldater under befäl av generalmajor Göran Silfverhielm som redan fanns på Hisingen, men lät resten av de svenska styrkorna vara kvar vid Uddevalla.
Den 19 och 20 juli samlade Tordenskjold de flesta av de danska fartyg som varit avdelade till Marstrand och Nordre älvs fjord, ner till huvudstyrkan vid Rivö fjord. De svenska galärerna Carolus (9 kanoner), Wrede (4) och Lucretia (2) som bevakat Nordre älvs mynning vid Kippholmen, beordrades att förflytta sig till Göteborg via Nordre älv och Bohus. Kvar som bevakning lämnades brigantinen Framfuss (2).
Garnisonen på Nya Älvsborg bestod den 1 juli 1719 av: från fortfikationsstaten: 1 mantalsskrivare, 1 timmerman, 1 smedgesäll, 1 murgesäll, 1 konduktör; från slottsstaten: 1 vaktmästare, 2 arrestanter, 1 proviantmästare; från artilleriet 56 man: 2 löjtnanter, 4 underofficerare, 49 soldater och 1 arklibetjänt; från Sachsiska regementet: 85 underofficerare och soldater; från Älvsborgs regemente: 201 underofficerare och soldater. Den sammanlagda styrkan under belägringen har därför troligen inte överstigit 350 man. Överste Georg David Zengerleins Sachsiska infanteriregemente var sammansatt av sachsiska krigsfångar vilka tagits tillfånga i striderna med Sachsen-Polen. De hade senare rekryterats från fånglägren till den svenska armén och var därför dåligt motiverade legosoldater.

## Anfallet mot Nya Älvsborg

### Tisdagen den 21 juli

Karta över nutida Nya Älvsborg.
A: Hamnen, B: Tornet och kyrkan, C: Corps de Garde, D: Kommendanthuset, E: Befälshuset, F: Brunn, G: Bastion Nordstjärnan, H: Ravelin Prins Fredrik, I: Bastion Delfin, J: Strandverk Stenbatteriet, K: Bastion Havsfrun, L: Ravelin Rosenlund, M: Bastion Valfisken, N: Ravelin Vedgården, O: Bastion Hummern, P: Sjukhuset, Q: Västra hornet, R: Ravelin Smedjebatteriet, S: Stenglacisen, T: Östra hornet, U: Kommendantens trädgård, 1-11: Kurtinnummer enligt Statens Fastighetsverk

Tordenskjold hade fått sitt självförtroende stärkt av den lättvunna segern vid Marstrand, och den betydligt svagare Nya Älvsborg skulle därför intas lika lätt som man "ryger sin pibe". Den danska flottstyrkan på Rivö fjord bestod av 50-60 stycken proviant- och ammunitionsskepp, samt linjeskeppen Laaland, Fyen, Prinds Wilhelm, Oldenborg, Delmenhorst, Sværdfisken och Tomleren, alla med 50 kanoner vardera. Fregatterna Stralsund (32 kanoner), och Høyenhald (30), skottpråmarna Hjælperinden (36), Fredrikshald (36), Prinds Jørgen (22) och Kronprinsen (22). Dessutom bombardergalioten S:t Johannes, och mörsarpråmarna Lange Maren och Spydstagen, samt galärerna Ulysses, Proserpina, Prinds Carl, Charlotte Amalie och den några dagar tidigare i Marstrand erövrade Prins Fredrik av Hessen.  Det totala antalet soldater och sjömän i den danska flottstyrkan uppgick nu till cirka 6 000 man.

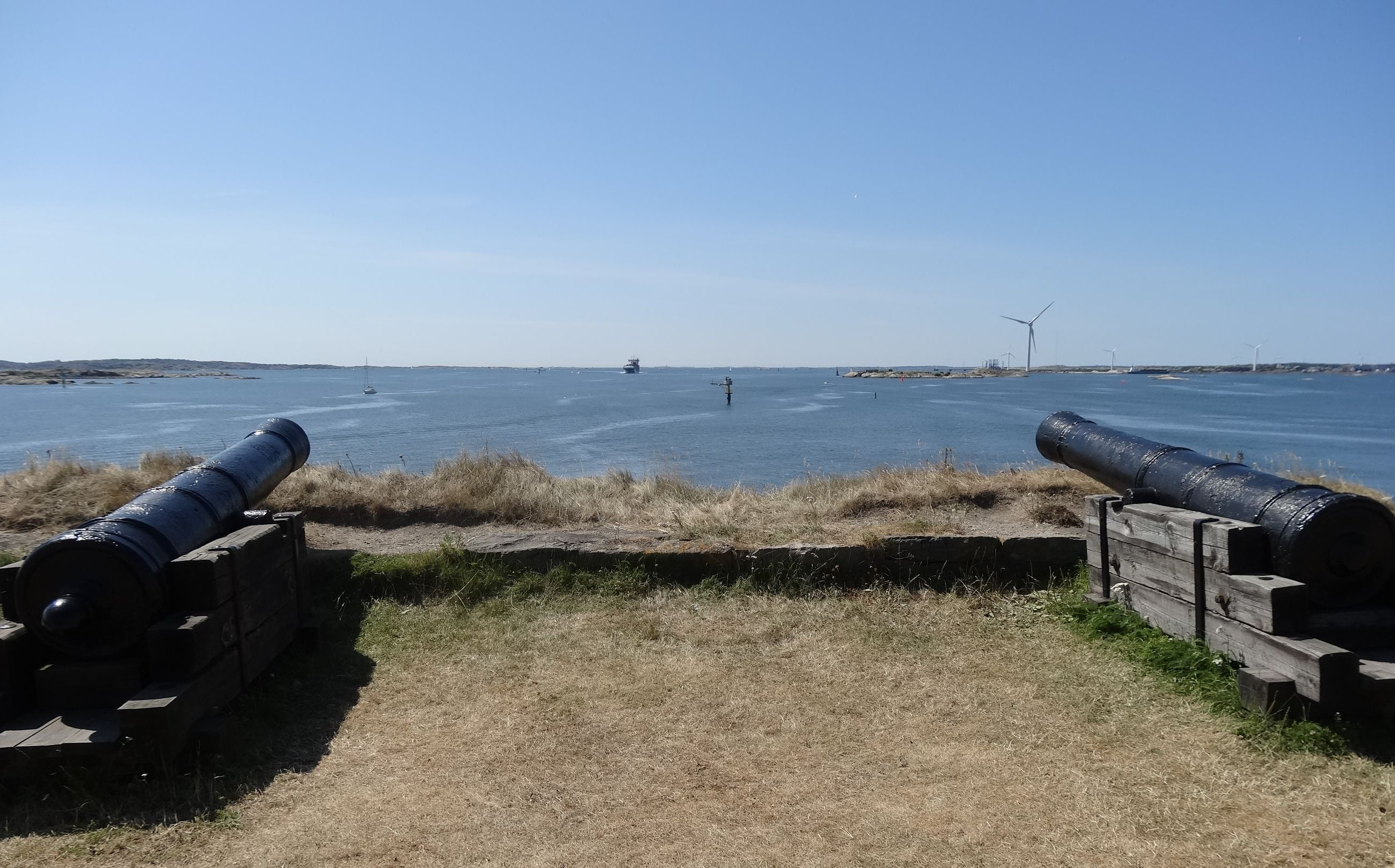
Utsikt från fästningens södra bastion, Havsfrun, mot väster. Till vänster syns Hundeskär och Stockholmsskär, och till höger Knippelholmen. Lastfartyget mitt i bild kommer strax fram till det förrädiska, numera borttagna, grundet Hunnebådan där ostindiefararen Götheborg grundstötte 1745.

Faktorer som försvagade Nya Älvsborgs försvarsförmåga, var dels att det begränsade utrymmet på Kyrkogårdsholmen gjorde bastionerna små och murverket relativt tunt, inte minst i fästningens norra del, det så kallade hornverket. Detta hade uppmärksammats, bland annat av Erik Dahlbergh som i en skrivelse 1697 skriver att Nya Älvsborg "med så små Bastioner och Wärck är anlagdt att därutj intet rum är sig tillbörligt att waria, och af den orsak Profilerne så swage att man fast kan skiuta in igenom det ena werket och uth igenom det andra, det där befindtliga tornet icke heller sin rätta defension kan giöra. Så att denna ort mycket wäl behöfdes kastas i en annan Form" Dessutom anslöt han sig till de som ansåg att de näraliggande Aspholmarna var ett hot, om de skulle utnyttjas av en fiende, eftersom de erbjöd möjligheter att i skydd från fästningen landsätta trupper och kanoner. Fästningens dåvarande kommendant, överstelöjtnant Nils Posse af Säby skriver, också 1697, om fästningens försvarsförmåga att "så länge på Asphomen (hwilken allenast 250 alnar ifrån denna Fästning belägen) icke blifwe nogot ansenligit werk anlagt eller och högsta delen af berget bårtsprängt, hwarunder nu 1 000:de man kunna stå förtäckte, att icke en man härifrån kan sees - -"

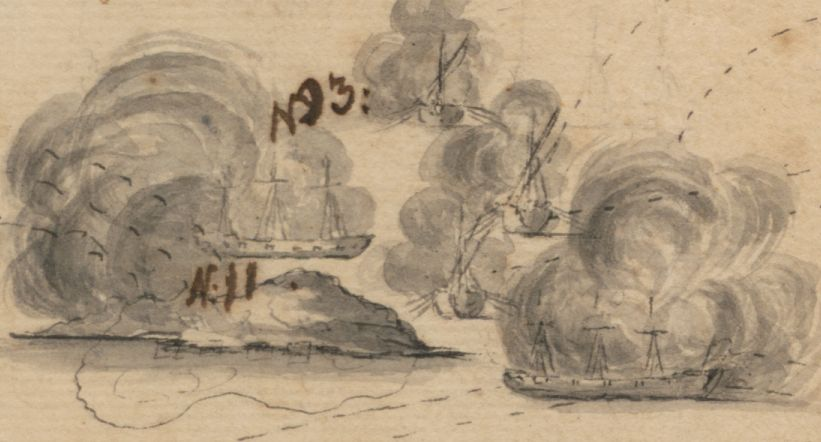
Danska galärer och mörsarpråmar under eldgivning i skydd bakom Lilla Aspholmen. På ön finns också ett mörsarbatteri (11). Detalj av samtida beskrivning. Källa: Krigsarkivet

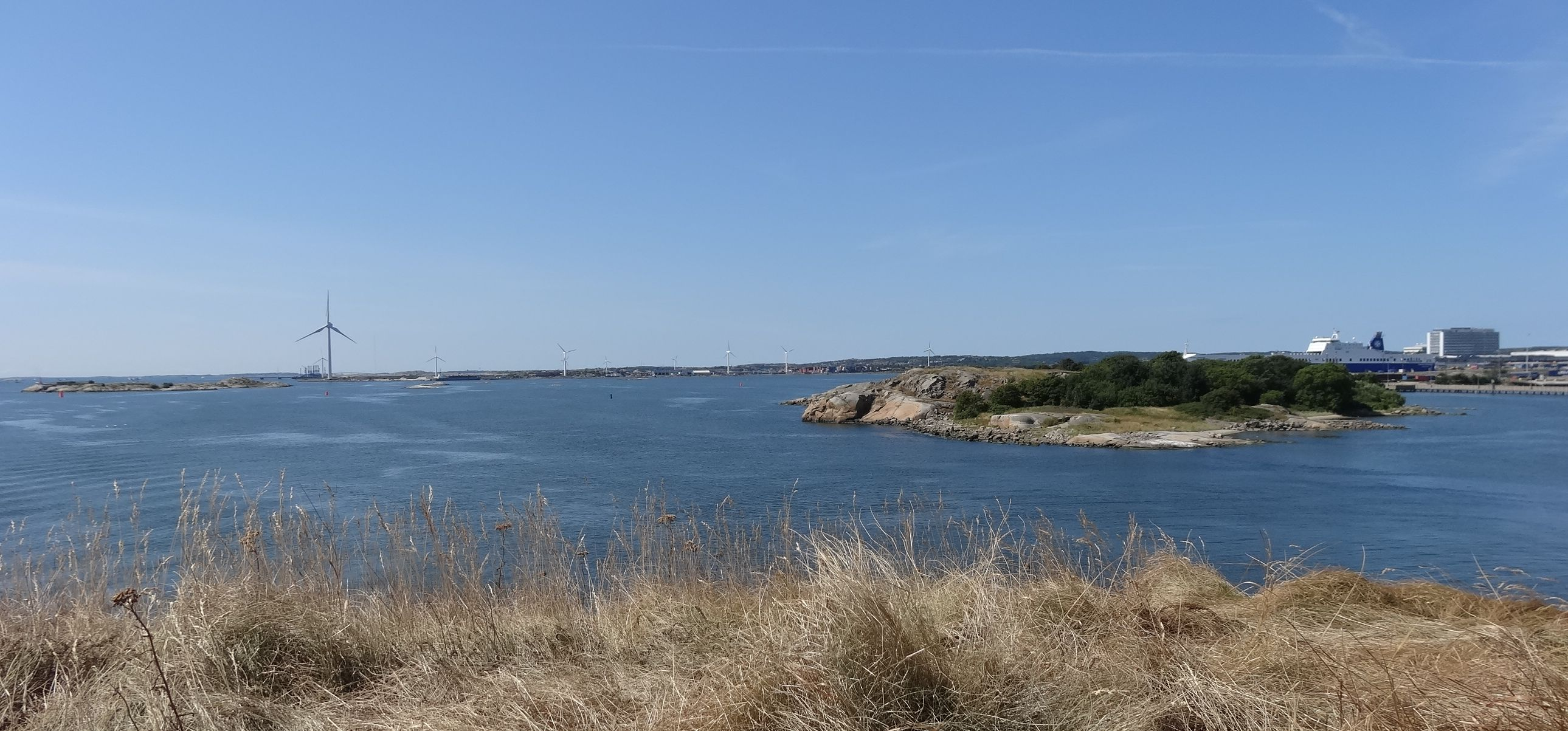
Utsikt mot väster från bastion Hummern. Cirka 200 meter bort ligger Stora Aspholmen och till höger Arendal på Hisingen. Längst till vänster ligger Knippelholmen. På Risholmen, cirka 2 kilometer bort, syns det 145 meter höga vindkraftverket Big Glenn.

Under morgonen började danskarna att i mindre slupar rekognosera bland holmarna i fästningens närhet. På eftermiddagen placerade man ut 36 stycken 16-pundiga mörsare på Stora Aspholmen, och 4 stycken 40-pundiga (enligt vissa källor 60-pundiga) på Lilla Aspholmen. Just det tillvägagångssätt som de svenska officerarna tidigare varnat för.
Innan striden började skickade Tordenskjold en förhandlare till kommendanten Lillie med en uppmaning till kapitulation. Lillie återsände förhandlaren med hälsningen att: "...om herr schoutbynachten hade något att andraga, skulle han vända sig till guvernören i Göteborg; ty från Elfsborg ämnade man svara honom endast med eld." De fartyg som skulle delta i anfallet avancerade till stridsläge i höjd med Knippelholmarna - Aspholmarna. Precis som vid Marstrand var det i första hand skottpråmar, flytande batterier, galärer och liknande som användes. Dessutom användes två av linjeskeppen, och en fregatt. De flytande batterierna Lange Maren och Spydstagen, samt bombardergalioten S:t Johannes varpades i läge bakom öarna. Då de danska fartygen kom inom skotthåll började eldgivning från Nya Älvsborg. Från klockan elva på kvällen öppnade också danskarna eld från Aspholmarna och fartygen. Närmare midnatt varpades linjeskeppen Sværdfisken och Tomleren i läge, och tillsammans med galären Prins Fredrik av Hessen öppnade fartygen eld mot fästningen. Efter tre timmar måste de sistnämnda fartygen dra sig tillbaka utom skotthåll och provisoriskt reparera uppkomna skador, varefter de återigen intog sina platser i eldlinjen.

### Onsdagen den 22 juli

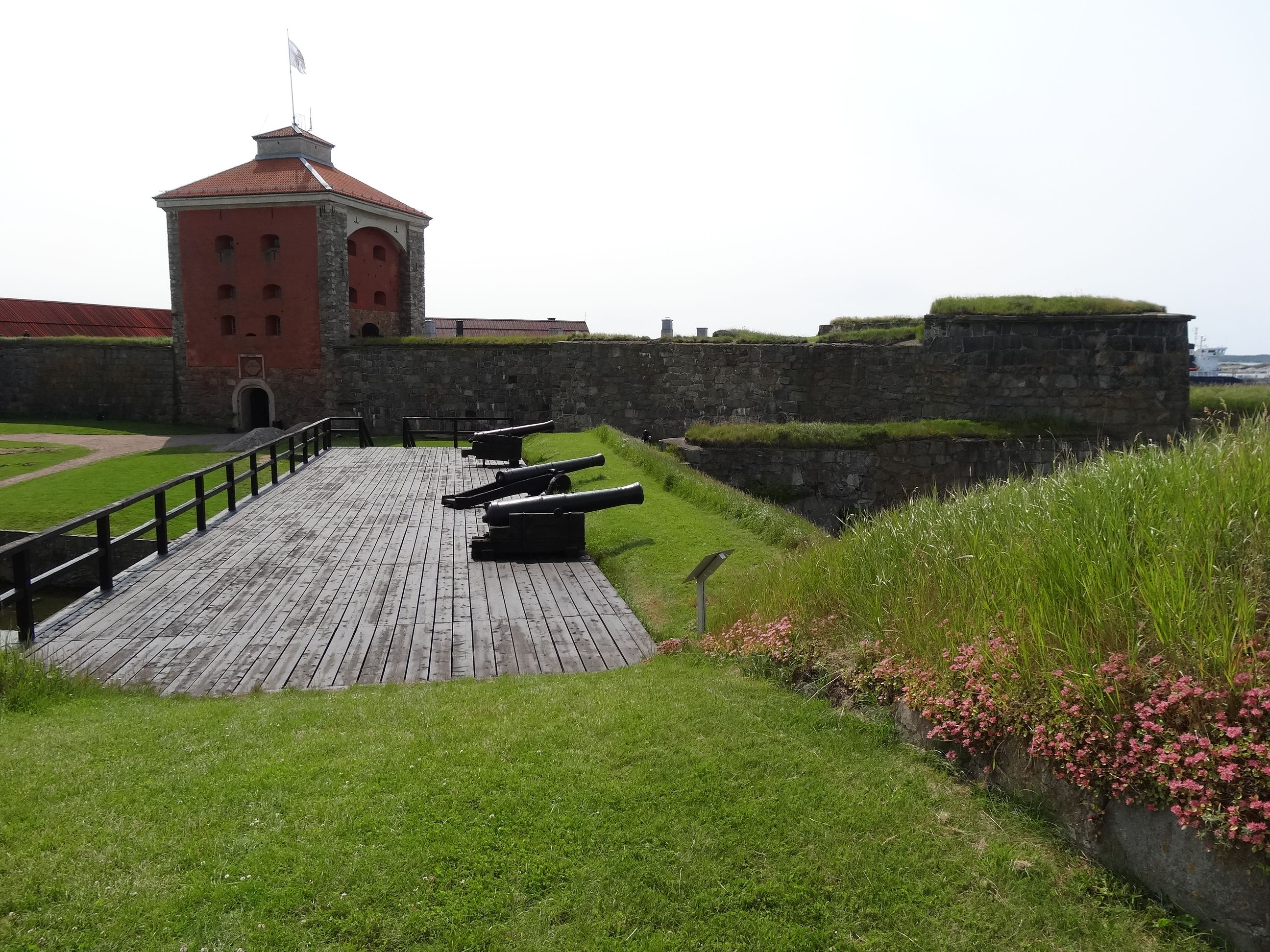
Fästningens nordvästra bastion, Hummern, sedd från vallen till hornverkets västra horn.

Under natten till onsdagen varpades skottpråmarna Hjælperinden och Fredrikshald i läge utefter södra stranden av Hisingen, och fartygen började ge eld cirka klockan elva på förmiddagen. Dessförinnan, vid åttatiden på morgonen, hade fregatten Stralsund kommit i läge vid Svinholmarna, och påbörjat beskjutning av fästningen därifrån. Under dagen lät Tordenskjold manskap från linjeskeppen avlösa besättningarna på skottpråmarna.

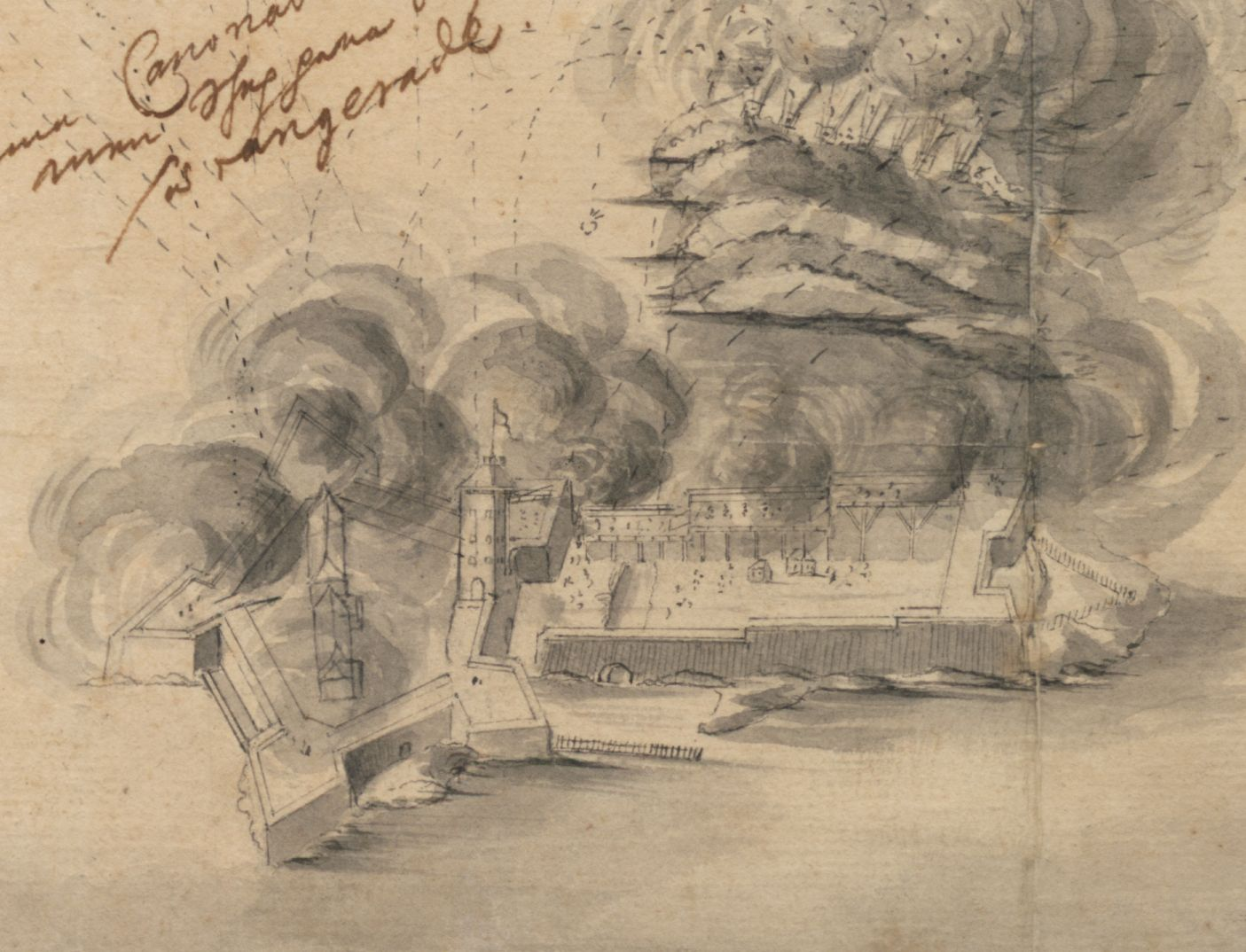
Fästningen Nya Älvsborg och Stora Aspholmen under belägringen. Källa: Krigsarkivet

Vid tvåtiden på eftermiddagen exploderade ett krutmagasin på Nya Älvsborg, och den bastion som fanns närmast Stora Aspholmen, bastion Hummern, skadades. Dessutom hade fästningstornet med kyrkan, kommendanthuset och de raka muravsnitt, kurtiner, som låg närmast bastion Hummern skador efter den danska beskjutningen. En timma senare exploderade två kanoner på linjeskeppet Tomleren, med sju man dödade och flera sårade som följd.
Beskjutningen från fästningen orsakade också skador på de danska fartygen. Till exempel hade skottpråmen Fredrikshald före klockan åtta på kvällen blivit träffad av fyra kanonkulor i vattenlinjen och 48 i övriga skrovet. Fartyget hade själv avfyrat 723 skott mot fästningen. Två gånger fattade Tordenskjolds skottpråmar eld, på grund av den svenska beskjutningen.

Vid femtiden på eftermiddagen slutade beskjutningen. Från dansk sida hade man upptäckt att en vit flagga satts ut från fästningen mot öster, det vill säga åt det håll som syns från Göteborg. Avsikten var att göra stadens garnison uppmärksam på att fästningen behövde undsättning. Då Tordenskjold tolkade signalen som att man ville förhandla skickades kaptenlöjtnant Flensborg, med trumpetare och vit flagg, i en slup till fästningen med brev från Tordenskjold.

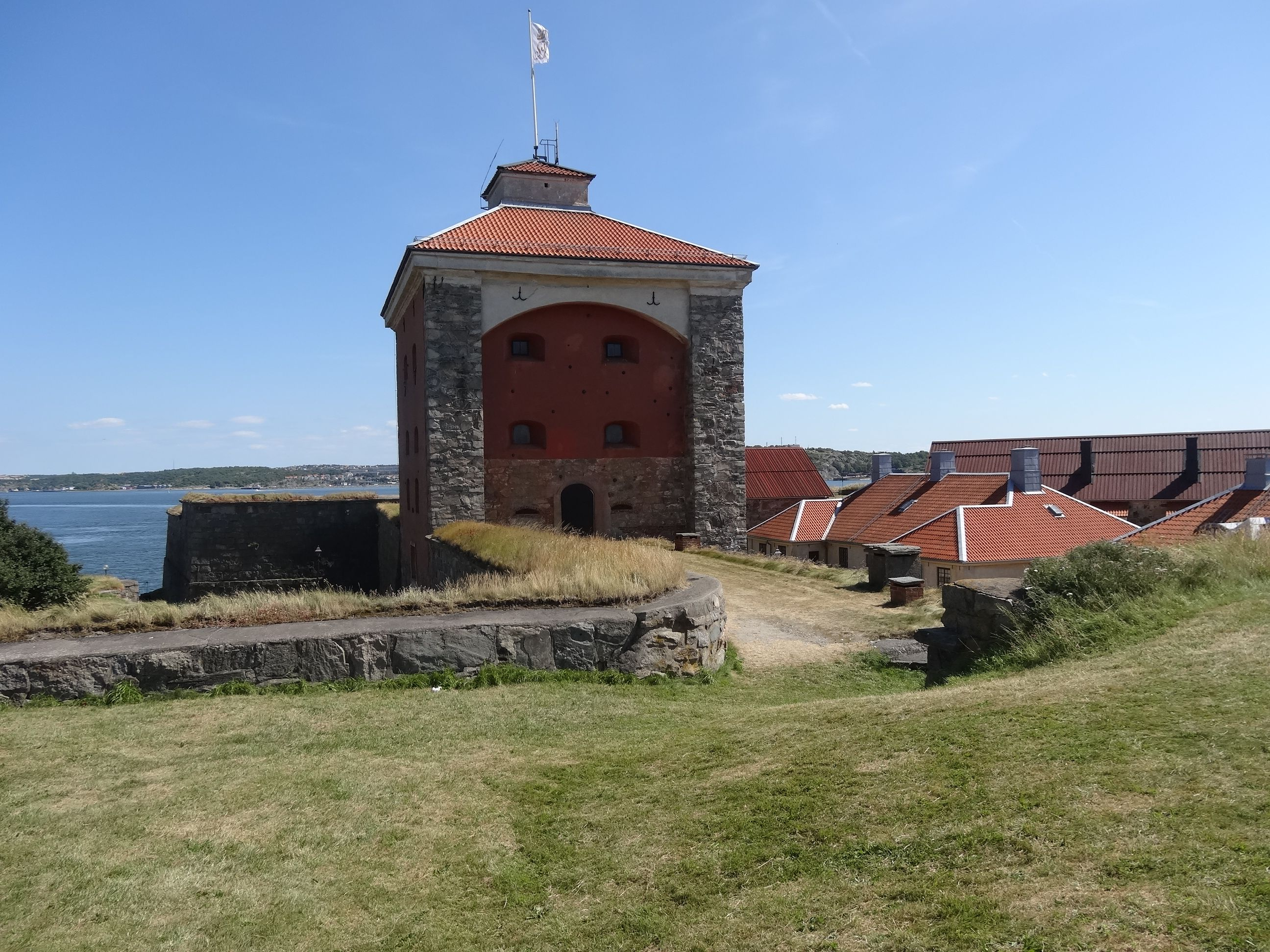
Vy från bastion Hummern i nordväst mot fästningens torn. Kanonkulor från 1719 års belägring syns fortfarande i västra tornväggen.

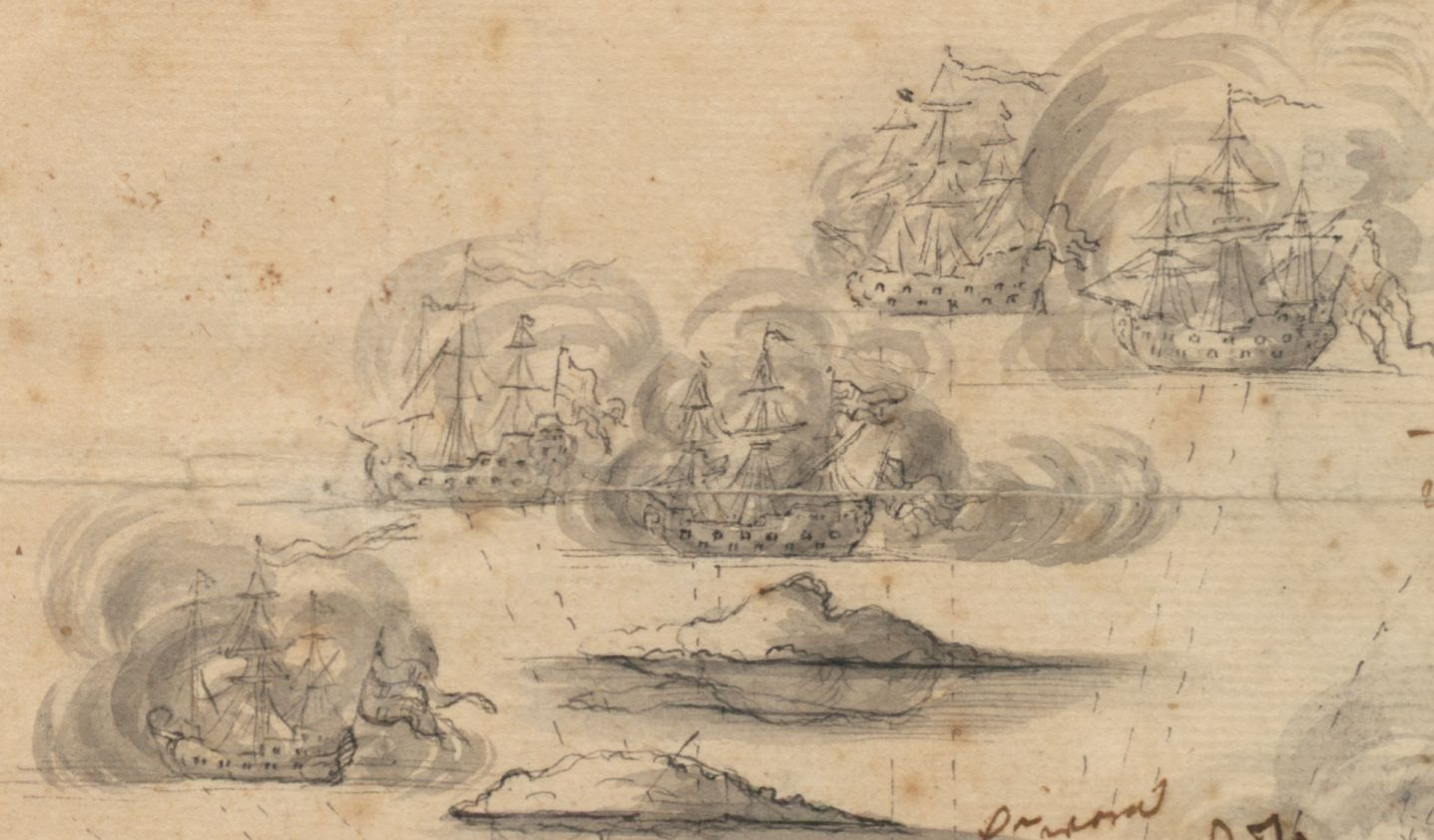
Danska fregatter och linjeskepp under eldgivning mot fästningen. Källa: Krigsarkivet

Brevet var skrivet med samma taktik som till Danckwardt i Marstrand, med erbjudande om hedersam kapitulation efter tappert försvar. "eftersom Gud gjort de danska vapnen lyckliga, så hade han sin konungs befallning att även inta Älvsborg, och innan dess inte lämna platsen." Han lade även in ett beröm: "hvarav hele verlden maatte have at sige", så kunde fästningen till besparande av blodsutgjutelse med heder genast uppges. Lillie svarade att han med Guds hjälp tänkte försvara den fästning som drottning Ulrika Eleonora anförtrott honom; "...att gifva upp en fästning, som kan försvaras, är alltid ett skälmstycke, och vill herr schoutbynachten spara blod, så är säkrast, att han går sin väg igen, emedan man på Elfsborg är fast resolverad att till dess försvar låta sista blodsdroppen rinna, hvaraf herr Tordenskiold torde sluta, att han aldrig mer bör nämna kapitulation eller sända flera bud, ty man tänker ej vidare respectera hvit flagg eller trumpet, utan låta skjuta i grund ehvad fartyg som härefter förekommer."
Efter det negativa beskedet om kapitulation såg man från fästningen att den blå amiralsflaggan hissades på linjeskeppet Laaland, och att flera danska fartyg gjorde loss märsseglen. Detta tolkades först som inledning till ett  stormningsförsök, men inget anfall kom. Efter mörkrets inbrott lät Tordenskjold hala Tomleren, Hjælperinden, Fredrikshald, Stralsund och galären Prins Fredrik av Hessen utom skotthåll för reparation. Från övriga fartyg och Asphomarna "continuerades mäd Bombardering natten egenom" enligt en senare redogörelse av den svenske kaptenen Anders Fischer.

### Torsdagen den 23 juli

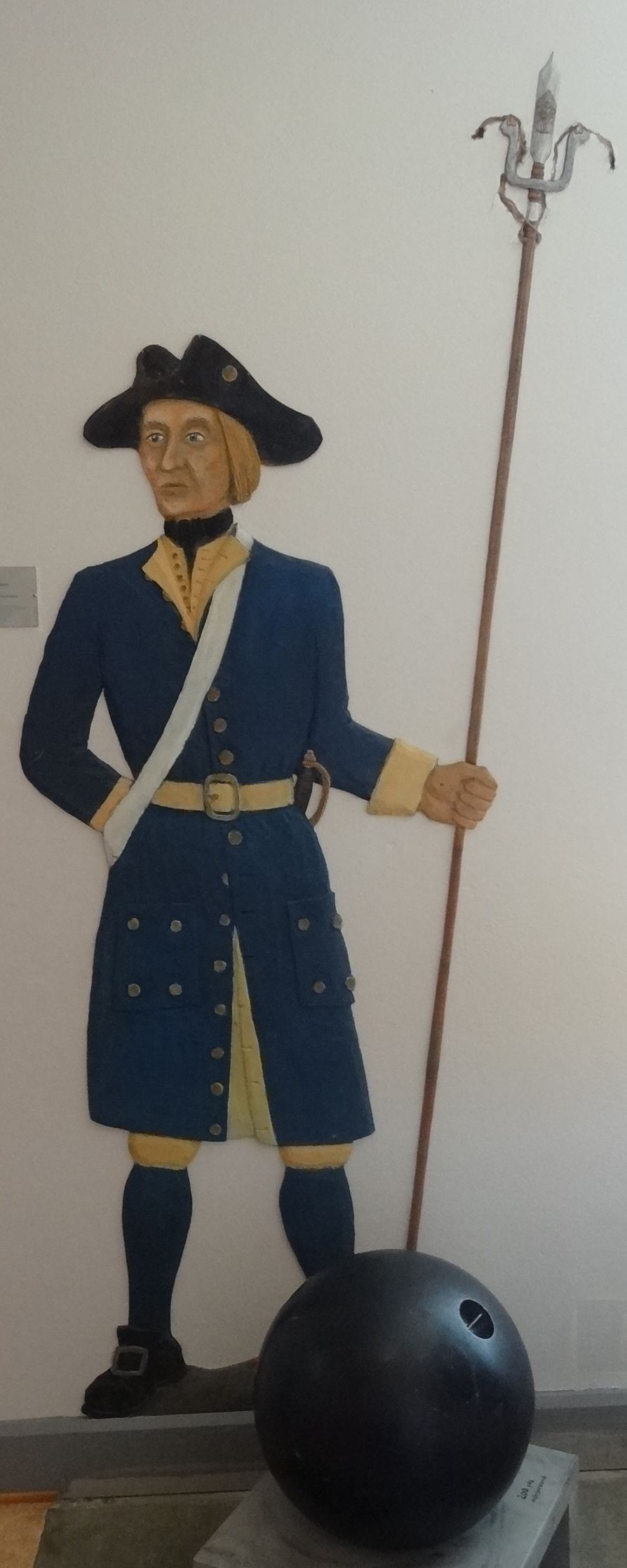
Styckjunkare vid Göteborgs och Bohuslänska befästningarna med zintrör, även kallad luntbardisan, av paradtyp med kungligt namnschiffer. Vid foten finns en 200-punds mörsarbomb. Från utställning på Nya Älvsborgs fästningsmuseum.

Under natten anlände svenska förstärkningar till fästningen från Nya Varvet med galären Wrede. Vid fyratiden på morgonen hade de danska fartygen återtagit sina positioner och öppnade eld, vilken besvarades av de nyanlända soldaterna på fästningen. Klockan åtta på morgonen fick Stralsund sin stormast genomskjuten. I samband med att fartyget lämnade sin post gick det på grund, och blev illa åtgången av fästningens artilleri. Vid halvtolv-tiden måste också Fredrikshald dra sig tillbaka.

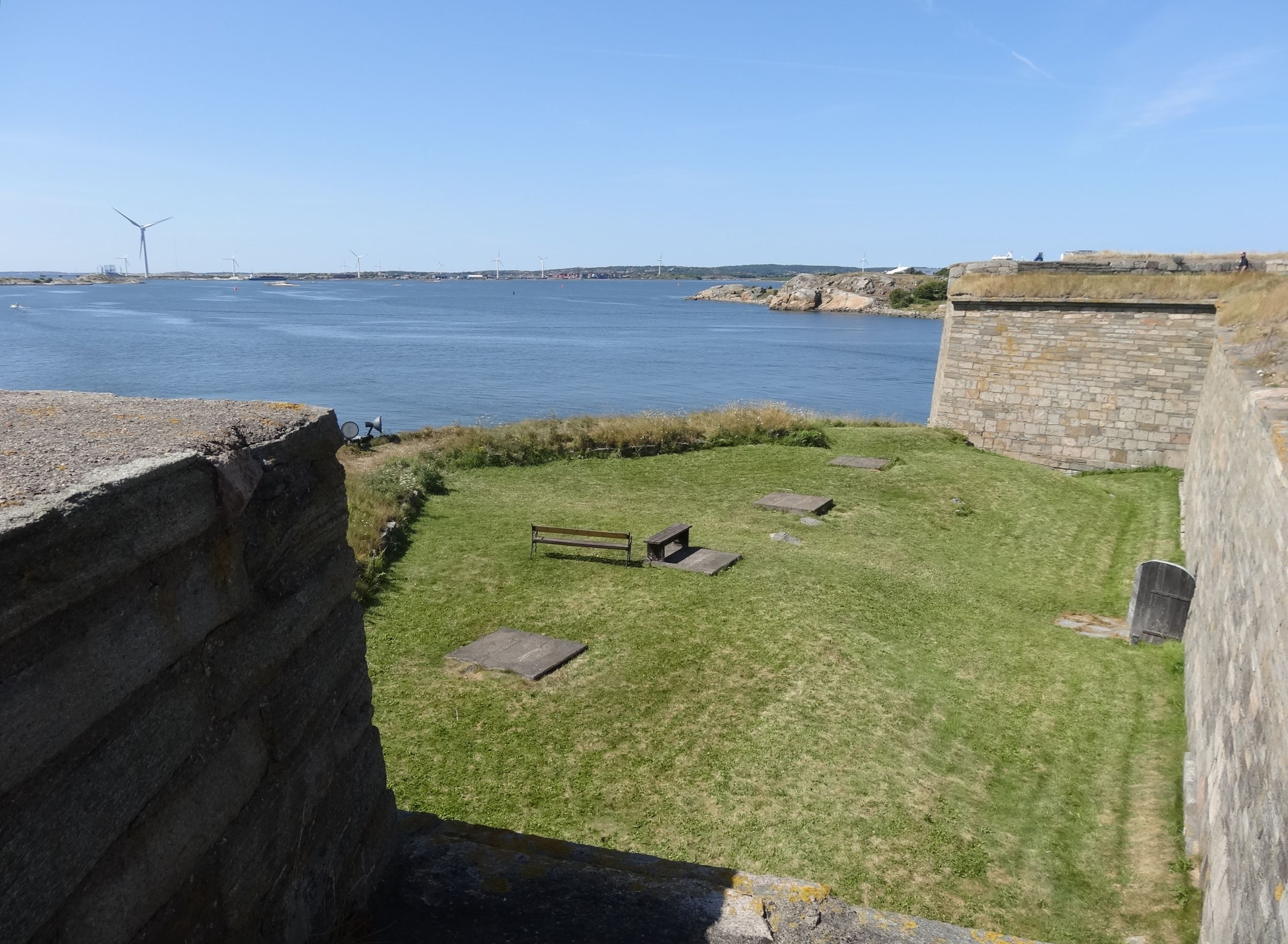
Utsikt från bastion Havsfrun mot nordväst. Bortom ravelin Rosenlund närmast, syns bastion Valfisken och en del av Stora Aspholmen.

Under morgonen fick Tordenskjold besked om att danske kungen Fredrik IV och kronprins Kristian hade för avsikt att från Strömstad besöka Marstrand. Vid denna kritiska tidpunkt när bräscher, öppningar, börjat uppstå i murarna på Nya Älvsborg lämnade Tordenskjold stridsområdet för att ta emot de kungliga i Marstrand. Befälet över de danska styrkorna överlämnades till kommendörkapten Fredrik Hoppe. Det visade sig senare att de kungliga inte kunde komma fram till Marstrand på grund av motvind, så Tordenskjolds resa hade varit förgäves.
Från södra stranden av Hisingen hade överste Staël von Holstein, tillsammans med soldaterna i Skaraborgs regemente, haft en god överblick över de danska ställningarna på Aspholmarna. Frustrerat kunde de konstatera att kulorna från soldaternas musköter inte nådde fram. På eget initiativ tog sig översten därför in till Göteborg, för att försöka få tillgång till kanoner. Där möttes han av tveksamhet, och förrådsansvariga var rädda för att kanonerna snabbt skulle hamna i danska händer. Efter att ha lovat att personligen ersätta all materiel som eventuellt kunde gå förlorad, fick överste Staël von Holstein ut fyra kanoner och en mörsare, vilka transporterades över Göta älv till Hisingen.

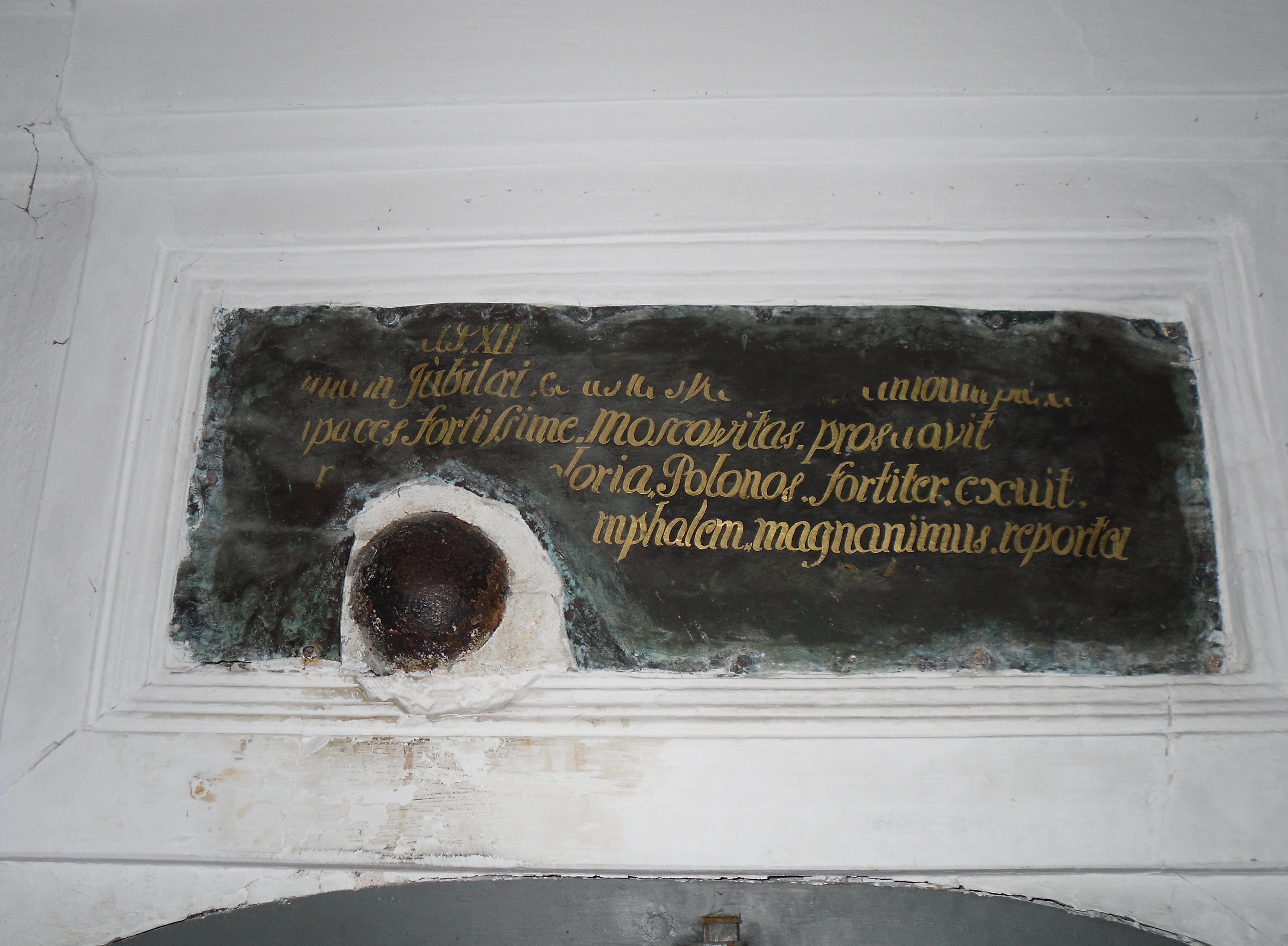
Kanonkula inskjuten i fästningskyrkans vägg år 1719.

Under tiden kunde kommendörkapten Hoppe konstatera, att flera fartyg gjordes klara inne på Nya Varvet, tre galärer en fregatt och en galeas. Han beordrade att alla slupar skulle hållas bemannade och stridsfärdiga ifall de svenska fartygen planerade att angripa batterierna på Aspholmarna. Beskjutningen mot fästningen fortsatte hela dagen fram till halv elva-tiden på kvällen, då ett häftigt åskoväder avbröt beskjutningen. På svensk sida utnyttjade man avbrottet till att provisoriskt reparera bräscherna i murarna, och förbereda garnisonen för den nära förestående danska stormningen. Manskapet delades upp i två grupper, en som skulle ladda alla tillgängliga musköter, och en grupp som skulle skjuta. Lillie tog också hedersord av officerare och manskap, att man skulle försvara Nya Älvsborg till sista blodsdroppen, och inte kapitulera.

### Fredagen den 24 juli

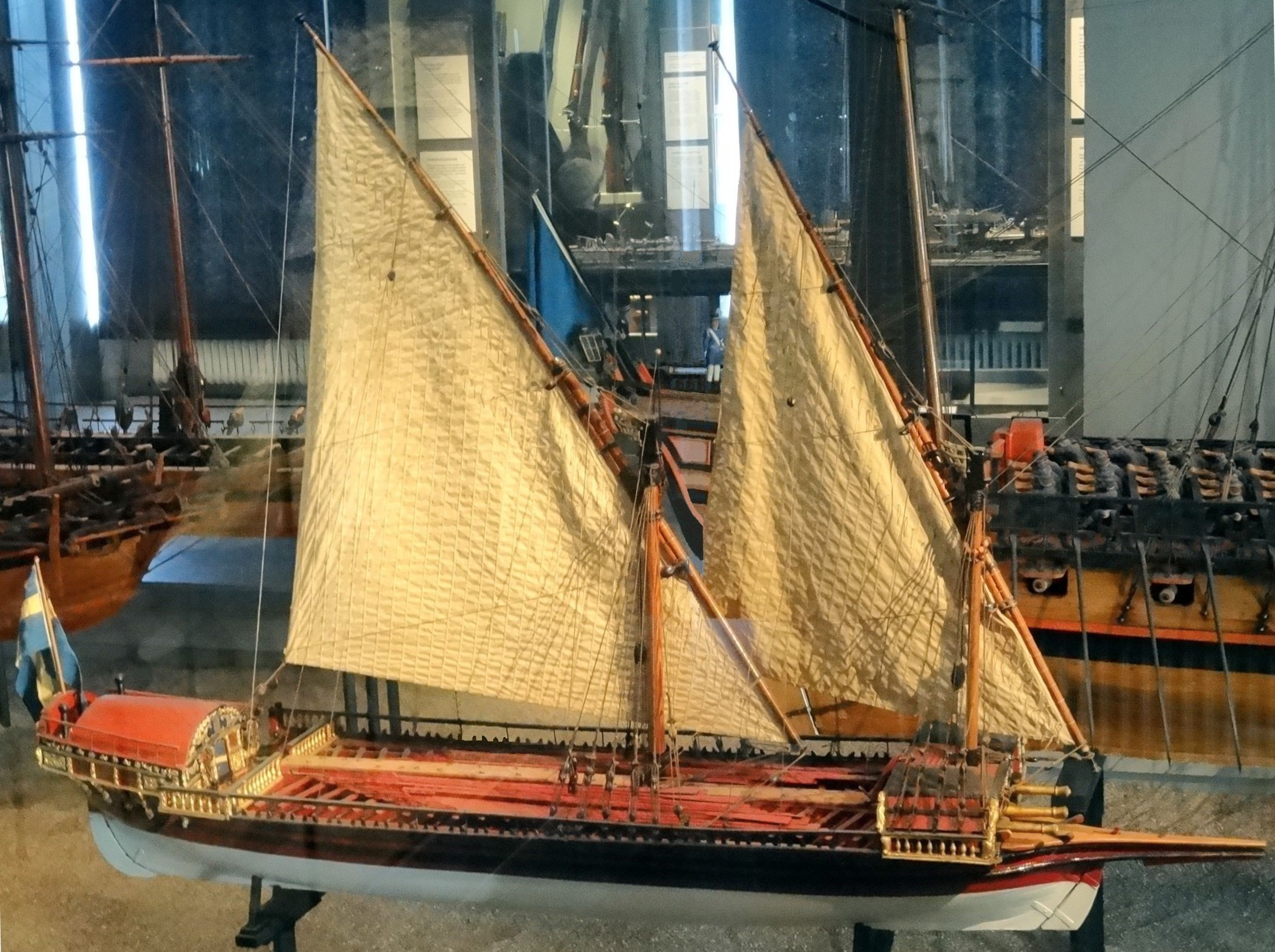
Galärmodell från 1715 på Sjöhistoriska museet, Stockholm, som har stora likheter med beskrivningen av galären Carolus: Latinsegel, 30 par åror (modellen har 28), tre 36-punds kanoner i fören, roder i båda stävarna, längd 160 fot, bredd 32 fot.

Under natten släpade frivilliga soldater, under Staël von Holsteins ledning, kanoner och mörsare över Hisingen ut till stridsområdet norr om Aspholmarna. Där tillverkades två kanonbatterier  med hjälp av skanskorgar. I gryningen började eldgivningen från de nya batterierna, som enligt en samtida beskrivning "fattade fienden uti flanquen".   Danskarna på Aspholmarna, som inte hade något skydd mot den nya eldgivningen, började snart att ta sig därifrån. Även de danska fartygen i närheten flyttades snabbt utom skotthåll. De tre svenska galärerna Carolus, Wrede och Lucretia löpte ut från Nya Varvet och anföll Lilla Aspholmen, men den danska styrkan på ön hann att dra sig undan. Däremot måste de lämna kvar materiel som blev svenskt krigsbyte, fyra stora mörsare, 60 bomber och tre tunnor krut. Alla danska fartyg avbröt anfallet mot Nya Älvsborg, och återsamlades på Rivöfjorden. Striden var slut.

## Konsekvenser

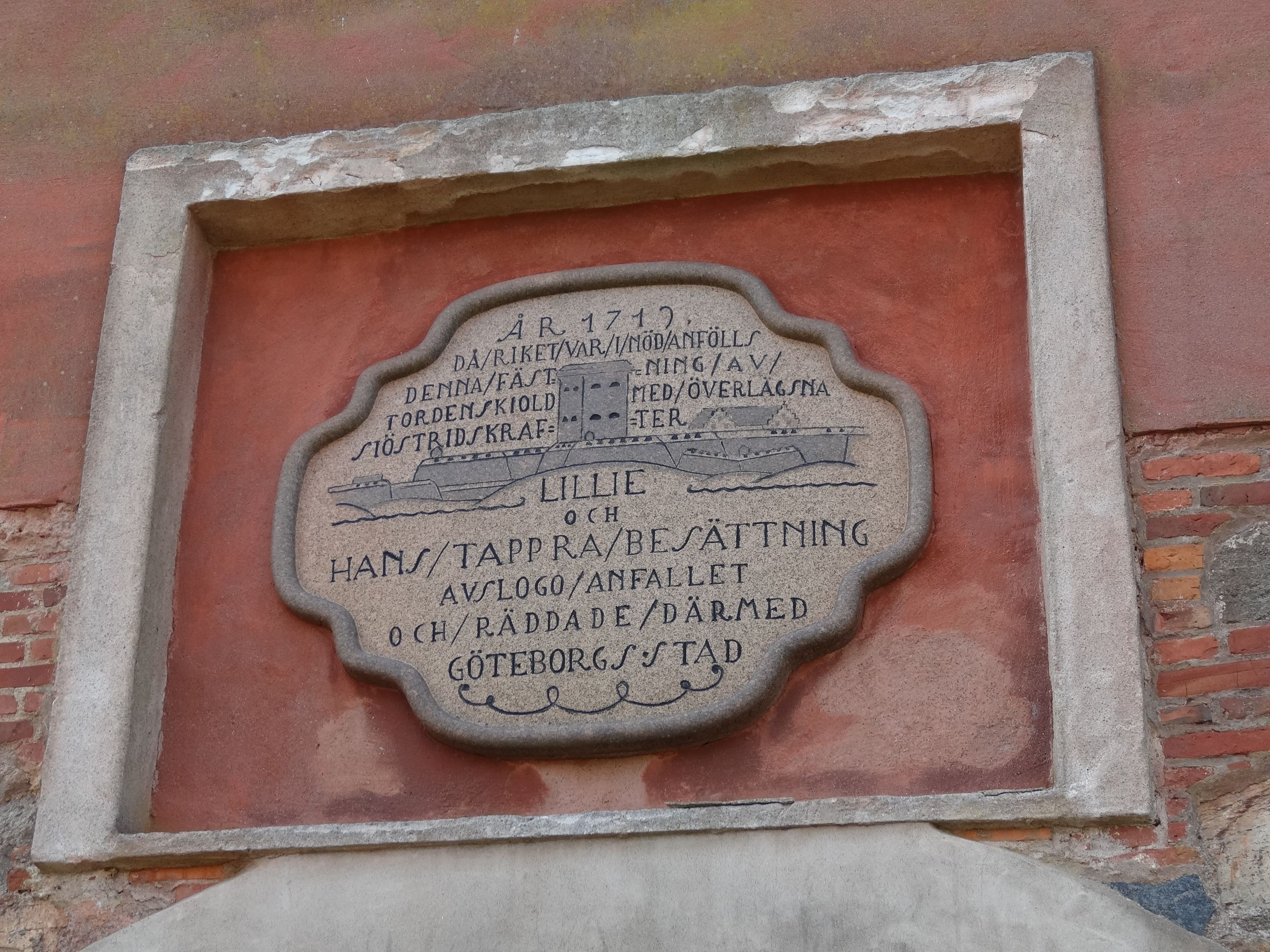
Minnestavla över försvaret av Nya Älvsborg 1719. Uppsatt över ingången till fästningen vid 200-års minnet år 1919.

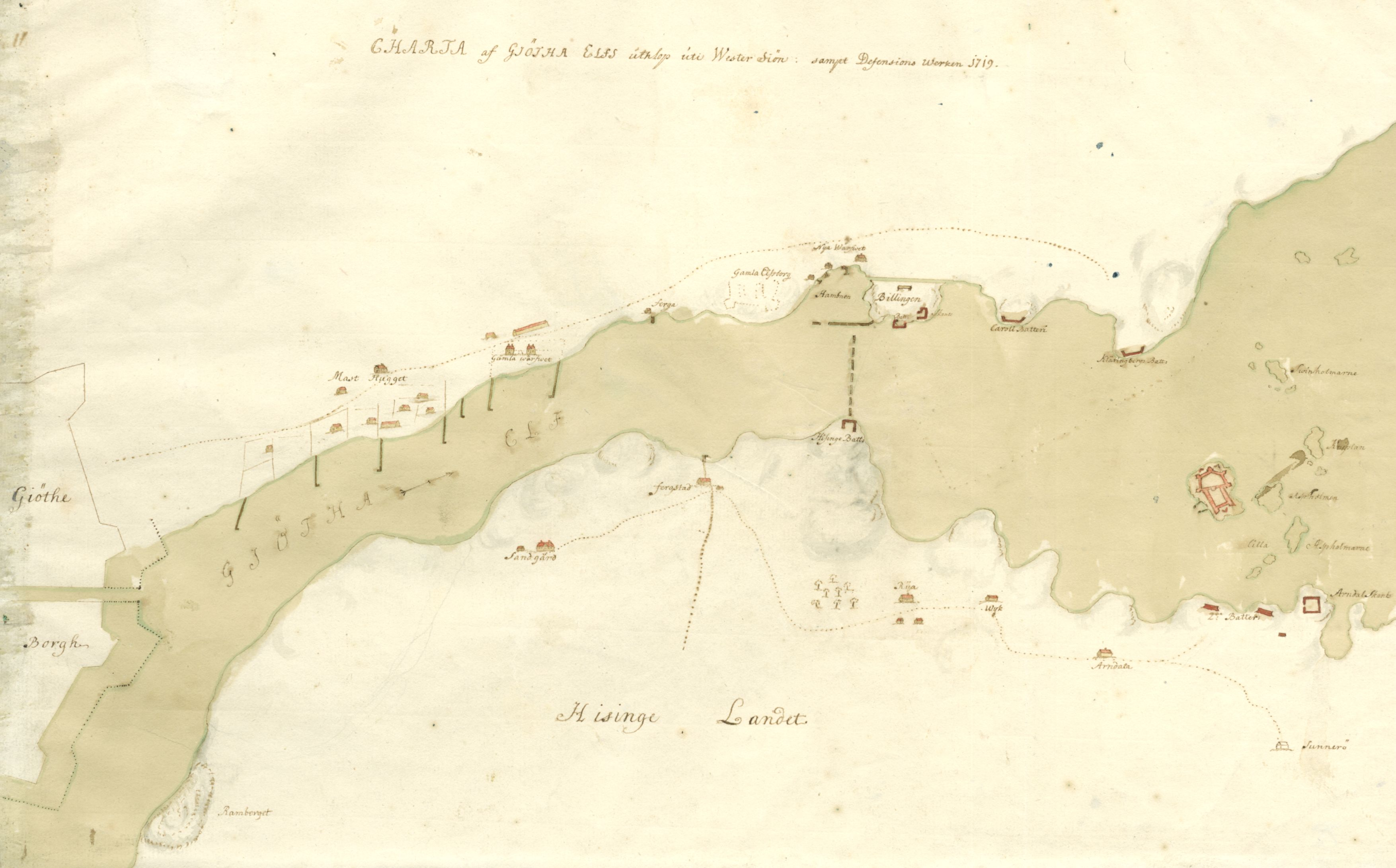
Försvarsanläggningar i Göteborgs hamninlopp sett från Hisingen hösten 1719. Söder är uppåt på kartan. Överste Staël von Holsteins kanonbatterier på södra Hisingen har kompletterats med en skans vid Arendal. Källa:Krigsarkivet

De svenska förlusterna under striden uppgick till ett trettiotal döda. Bland dem fanns underkommendanten major Gythreij, som dödades av en bomb som exploderade bredvid honom, samt en löjtnant. Båda officerarna tillhörde det Sachsiska regementet. 
Från detta regementes ursprungliga kompani med 85 underofficerare och soldater återstod 71 man. Från Älvsborgs regementes två kompanier med totalt 201 underofficerare och soldater, återstod 184. Antalet sårade var cirka 70 man på svensk sida, de flesta från Älvsborgs regemente. Bland de sårade fanns Lillie själv. På dansk sida uppgick förlusterna till 60 döda och 73 sårade. Flera danska fartyg hade svåra skador efter beskjutning.
De stupade kunde inte få en sedvanlig begravning, därför att båtar saknades samt att strömmen vid tillfället var mycket stark. Enligt anteckning i slottsförsamlingens kyrkobok blev två officerare och tjugosex man istället kastade i sjön, sedan de vanliga begravningsceremonierna utförts över dem. Denna skändliga handling upprörde många, och slottspastor John G. Lysells lär ha suckat: "Uppgiften kändes tung".
Under belägringen hade över 1 000 bomber kastats in i fästningen,  och totalt hade cirka 7 000 "skott och granater" avfyrats mot Nya Älvsborg. När överste Staël von Holstein senare tillfrågades om vad som varit det svåraste i hans strapatsfyllda operation svarade han: Att få ut kanonerna ur förrådet!

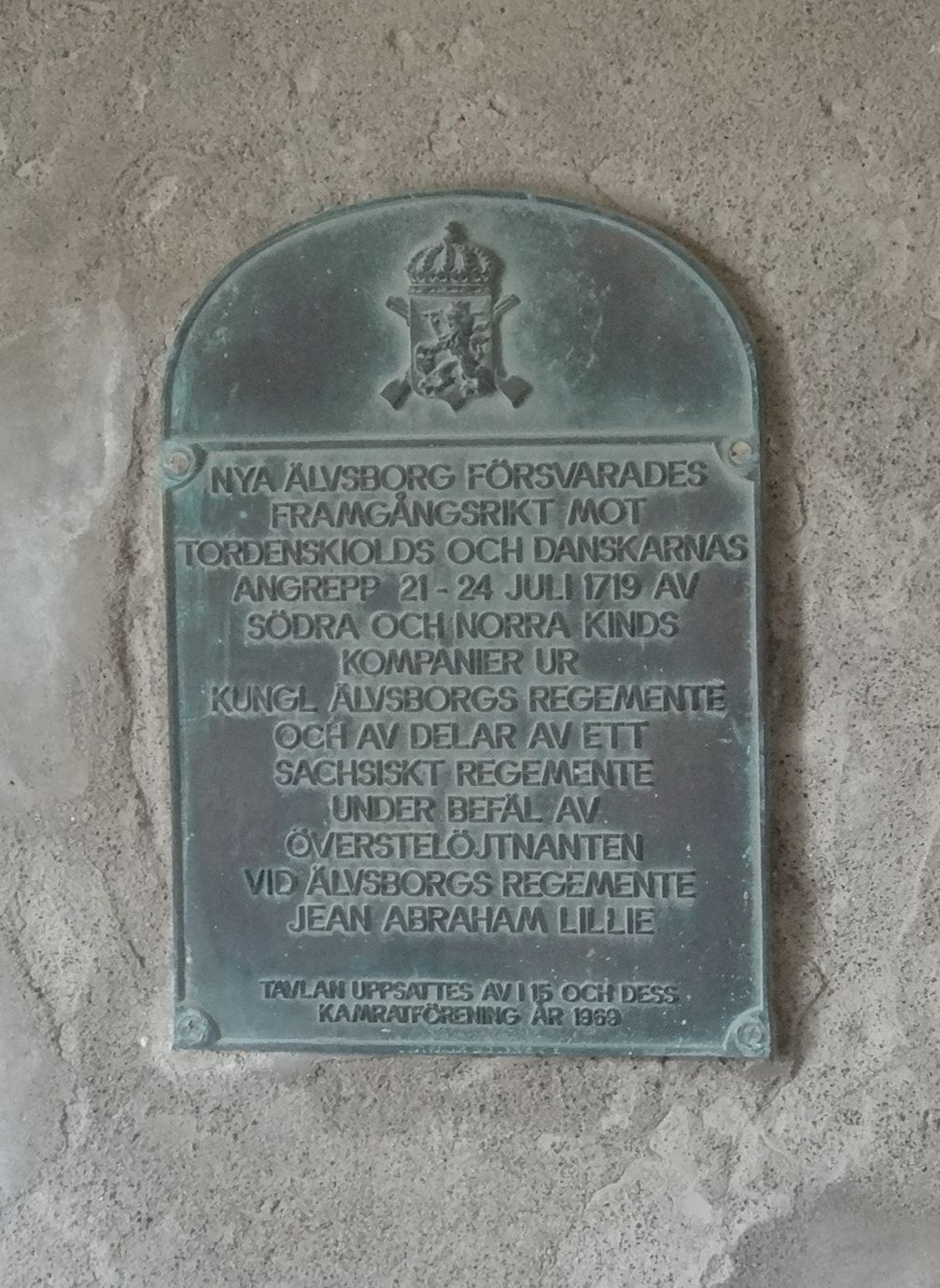
Minnesplatta från Älvsborgs regemente (I15) med kamratförening, uppsatt vid fästningsporten.

Den danske kungens namnchiffer prydde mörsarna från Lilla Aspholmen, som under lång tid var utställda som troféer på Stora torget i Göteborg. 
Lillie skrev den 28 juli till magistraten i Göteborg och tackade både myndigheten och borgarna "...för visad benägenhet mot fästningen, garnisonen och honom sjelf, önskande att kunna sådant efter åstundan aftjena." Ett ordspråk om Lillie figurerade under lång tid i Göteborg: "Låt honom komma, sade Per Lillie om dansken." Ytterligare ett ordspråk som förärades kommendanten var "De danske plocka inga svenska Liljer". Nya Älvsborgs heroiska försvar väckte uppseende i hela landet, och det skrevs sånger och dikter om Lillie och hans mannar. I raden av segernamn för Älvsborgs regemente återfinns "Nya Älvsborg 1719".

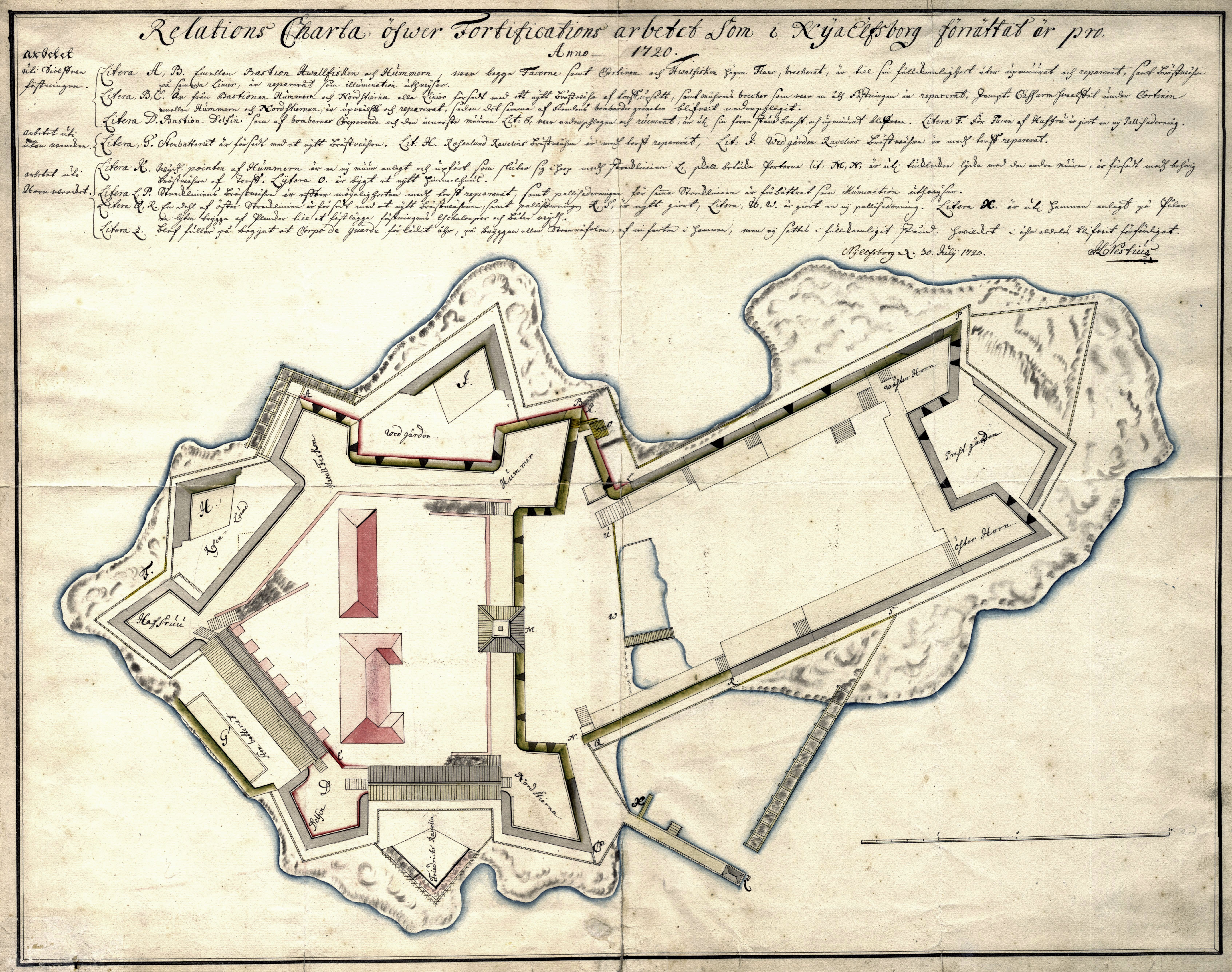
Relationskarta från 1720, redovisar utfört arbete i text och bild under närmast föregående år. Reparationsarbeten, markerat i olika färger, har utförts på större delen av den västra muren (överst på kartan), och norra muren. Källa: Krigsarkivet

 Överstelöjtnant Lillie befordrades till överste och friherre. Hans adelsvapen bestod av "En fästning av silver på en älv". Enligt en släktsägen inom familjen Hierta skulle Lillie, sedan han blivit sårad, haft stor hjälp i försvaret av sin fru Ulrika Eleonora Hierta, som fanns närvarande på fästningen.
Överste Staël von Holstein blev också utnämnd till friherre, men först 1731. I hans adelsvapen sågs "Två kanoner över en ström" till minne av hans initiativ med kanonbatterierna på Hisingen.  Han blev med tiden fältmarskalk.
Den 5 augusti kom danske kungen Kristian IV inseglande till Marstrand under trumpetfanfar och saluter. Han visades runt på Kristiansten av Tordenskjold, och som belöning för erövringen av fästningen blev Tordenskjold utnämnd till viceamiral. Kungen reste vidare två dagar senare, medan Tordenskjold stannade kvar i Marstrand.
Den danska blockaden vid Rivö fjord fortsatte, men från slutet av augusti med ett betydligt mindre antal fartyg. Även blockaden på Nordre älvs fjord återupptogs, och den svenska bevakningen vid Kippholmen förstärktes. Efter en lyckad erövring av flera danska fartyg vid Grötö, hämnades Tordenskjold med ett anfall mot Nya Varvet i slutet av september. Ett sex månaders vapenstillestånd ingicks mellan Sverige och Danmark-Norge i slutet av oktober, vilket övergick till fred den 3 juli 1720.